# Данієль Ріккардо
Данієль Ріккардо (англ. Daniel Ricciardo; нар. 1 липня 1989, Перт, Австралія) — австралійський та італійський автогонщик, що виступав у Формулі-1 з 2011 до 2024 року. Чемпіон Британської Формули-3 в 2009 році, двічі бронзовий призер Чемпіонату світу Формули-1 у 2014 та 2016 роках.

## Кар'єра

### Формула-Форд і Формула-БМВ
Ріккардо почав займатися картингом у віці дев'яти років і взяв участь у численних картингових змаганнях. У 2005 він приєднався до чемпіонату Австралійської Формули-Форд, де виступав на автомобілі «Van Diemen», якому було 15 років. Ріккардо закінчив сезон, зайнявши восьму сходинку в чемпіонаті. У наступному році, він виграв грант на участь в азійському чемпіонаті Формули-БМВ з командою «Eurasia Motorsport». У чемпіонаті, що складався з 19 гонок, молодий австралієць здобув 2 перемоги, обидві на трасі Біра, а також заробив поул-позицію на трасі Чжухай протягом свого дебютного сезону, де він зайняв третє місце в заліку пілотів з 231 очками, відставши на 59 очок від чемпіона Ерла Бамбера.
У серпні того ж року Ріккарду випала можливість сісти за кермо одного з болідів Формули-БМВ команди «Motaworld Racing» на восьмому етапі британського чемпіонату. Попри схід у першій гонці, Ріккардо піднявся до восьмого місця на фініші другої гонки і йому за це дісталося три очки. Наприкінці року він узяв участь у «Світовому фіналі Формули-БМВ» з командою «Fortec Motorsport», де він фінішував п'ятим, на чотирнадцять секунд відставши від переможця Крістіана Фіторіса.

### Формула-Рено
У 2007 році австралієць, разом з «RP Motorsport», перейшов у категорію перегонів Формула-Рено. Він брав участь у європейському та італійському чемпіонатах, але у той же час був більше сфокусований на останній серії, де взяв участь у чотирнадцяти гонках проти чотирьох у європейському чемпіонаті. Ріккардо завершив рік сьомим в італійській серії з 196 очками та подіумом на трасі у Валенсії, але йому не вдалося додати очки в скарбничку європейської серії.
Австралієць залишився в Формулі-Рено на другий рік у 2008, беручи участь в європейському та західноєвропейському кубках. До кінця року молодий пілот став володарем свого першого титулу в «західноєвропейському кубку» і фінішував другим у Єврокубку позаду фіна Вальттері Боттаса.

### Формула-3
Під час другої половини сезону 2008 року, Ріккардо здійснив свій дебют у Формулі-3 на Нюрбургринзі, за команду Євросерії Формули-3 «SG Formula». Попри невеликий досвід австралієць кваліфікувався на восьмому місці у першій гонці, яке згодом перетворилося в шосте після зіткнення Джеймса Джейкса і Крістіана Фіторіса.
У 2009 Ріккардо вирушив на чемпіонат Британської Формули-3 і виступав за команду «Carlin Motorsport». Також він здійснив свій дебют в 3.5-літровій Світовій серії Рено, де він був партнером Шарля Піка в команді «Tech 1 Racing» на португальському автодромі Алгарве. Він зійшов у першій гонці, а в другій фінішував п'ятнадцятим. Коли Ріккардо повернувся у Формулу-3, його лідерство в чемпіонаті усталилося до 45 очок. Перемога і третє місце серед британських болідів, дало йому неприступне 64-очкове лідирування над Ренгером ван дер Цанде. Це означає що Ріккардо став першим австралійським гонщиком з часів Девіда Бребема, який став володарем чемпіонського титулу в 1989 році. Також як і Бребем, Ріккардо виграв титул на машині обладнаній мотором Volkswagen. Ріккардо добре завершив сезон, завоювавши два поула на останньому етапі в Брендс-Гетчі. Він виграв першу гонку на 15 секунд випередивши найближчого переслідувача Макса Чилтона, і фінішував четвертим (третім серед основного класу, оскільки Маркус Ерікссон був учасником запрошувального класу) у заключній гонці сезону. Його чемпіонський відрив склав 87 очок від Вальтера Грубмюллера, якому вдалося випередити напарника ван дер Цанде, який пропускав цей вік-енд через етап в Барселоні.
Ріккардо продовжив співпрацю з «Carlin», узявши з командою участь на Гран-прі Макао. Австралієць швидко набрав темп на трасі і був другим найшвидшим (і найшвидшим новачком) позаду Маркуса Ерікссона в першій кваліфікації, але в другій кваліфікації він зміг показати лише п'ятий час, який став його місцем на стартовій решітці кваліфікаційної гонки. На першому колі кваліфікаційній гонки Ріккардо зійшов з траси внаслідок зіткнення з бар'єром у повороті «Сан Франциско» (англ. San Francisco). Гонщик продовжив рух з проколом колеса вгору схилом перед тим як знову врізатися в стіну в повороті «Солітуд Ессес» (англ. Solitude Esses). Болід австралійця перегородив трасу, що спричинило аварію семи його суперників.

### Формула-Рено 3.5

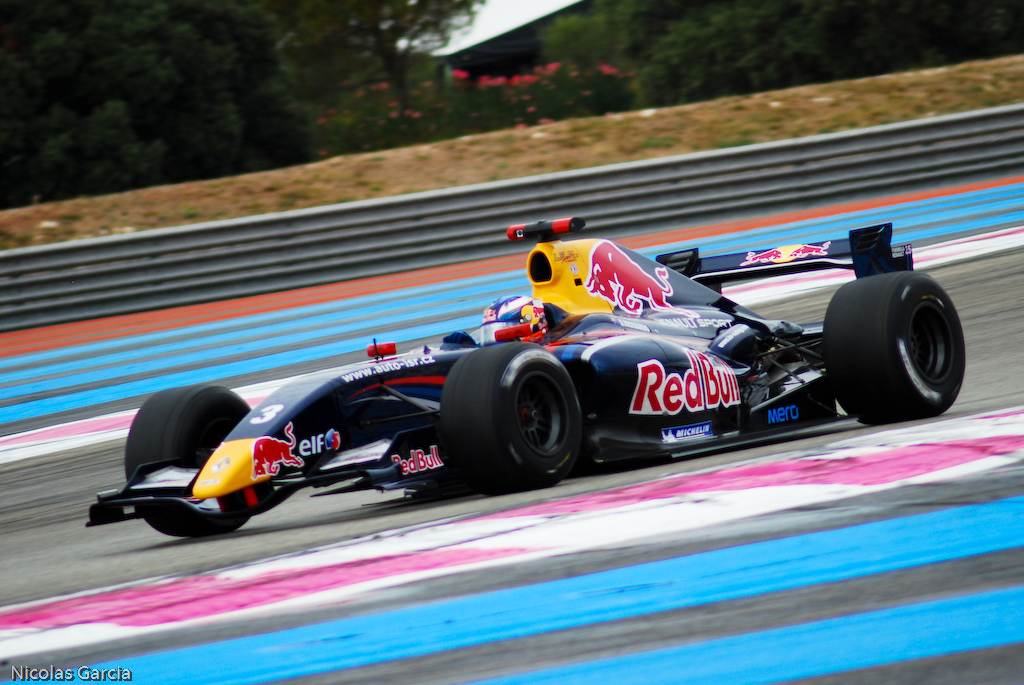
Ріккадо за кермом боліда. Сезон «Формули-Рено 3.5» 2011 року.

30 жовтня 2009 Ріккардо був підписаний командою «Tech 1» для участі в сезоні 2010. Він уже виступав за команду на етапі в Алгарве в 2009 році, де був напарником Брендона Гартлі, іншого пілота «Tech 1» протягом сезону.
Після незначного інциденту під час тренувань на гірських велосипедах, Ріккардо був змушений пропустити другий тест сезону 2010 року, але це не завадило йому здобути поул-позиції на обох гонках відкриття сезону 2010 в Альканьїсі, Іспанія. Австралієць зайняв третє і друге місця в гонках відповідно, очоливши турнірну таблицю чемпіонату. Двома тижнями пізніше, на трасі Спа-Франкоршам, Ріккардо був покараний стартом з останньої позиції на стартовій решітці за перешкоджання в русі іншим пілотам. У наступних двох гонках він фінішував 13-м і п'ятим відповідно, в останній гонці пілот прийшов другим, але на багатьох фаворитів були накладені штрафні санкції, оскільки вони порушили правила закритого парку перед початком перегонів. Через тиждень, у Монте-Карло, Ріккардо заробив свій третій поул у сезоні, випередивши на три десятих секунди свого суперника по чемпіонату Стефано Колетті. У наступній гонці австралієць здобуває першу перемогу, обійшовши на одну позицію знову-таки Колетті. Згодом він забезпечив собі ще дві перемоги: на Хунгароринзі та на Гоккенгаймринзі. Австралійцем були зайняті поул-позиції в 6 з 12 наступних гонок чемпіонату. Ці результати неодноразово позитивно коментував бос команди «Tech 1» Саймон Абаді. В одному зі своїх інтерв'ю, розповідаючи про досягнення кореспонденту «Autosport» Пітеру Міллсу, Абаді сказав таке: «Я дійсно сподіваюся, що Данієль виграє чемпіонат».
На першій гонці в Сільверстоуні між Ріккардом та поул-пілотом Джоном Ланкастером сталася пригода, після якої він через аварію не зміг продовжити змагання. Згодом у результаті ряду дискваліфікацій Жан-Ерік Вернь, напарник австралійця по команді, став переможцем першої гонки. На другій гонці вік-енду Данієль забезпечив собі поул-позицію і більшість дистанції тримав лідерство з перевагою в понад три секунди. Помилка під час гальмування в другій частині перегонів дала можливість Естебану Герр'єрі випередити пілота «Tech 1» на фінальному колі.
На останньому етапі сезону Ріккардо на 13 очок випереджав Естебана Герр'єрі і лише на три відставав від лідера чемпіонату Михайла Альошина. Здобувши вже восьмий поул і перемогу в першій гонці, австралієць мав усі шанси на перемогу. Після забезпечення собі другого місця на стартовій решітці для другої гонки вік-енду, Ріккардо вдавалося утримати цю позицію аж до першого піт-стопу. Внаслідок зупинки в боксах його змогли обійти двоє суперників, серед яких був і напарник по команді Вернь. За два кола до кінця другої гонки в боротьбі за місце австралійця обігнав його суперник по чемпіонату Альошин. У своєму дебютному сезоні Ріккарду не вдалося виграти титулу переможця, програвши Михайлу Альошину лише два очки.
У 2011 році виступав за «ISR Racing» аж до відходу в команду «HRT».

### Формула-1

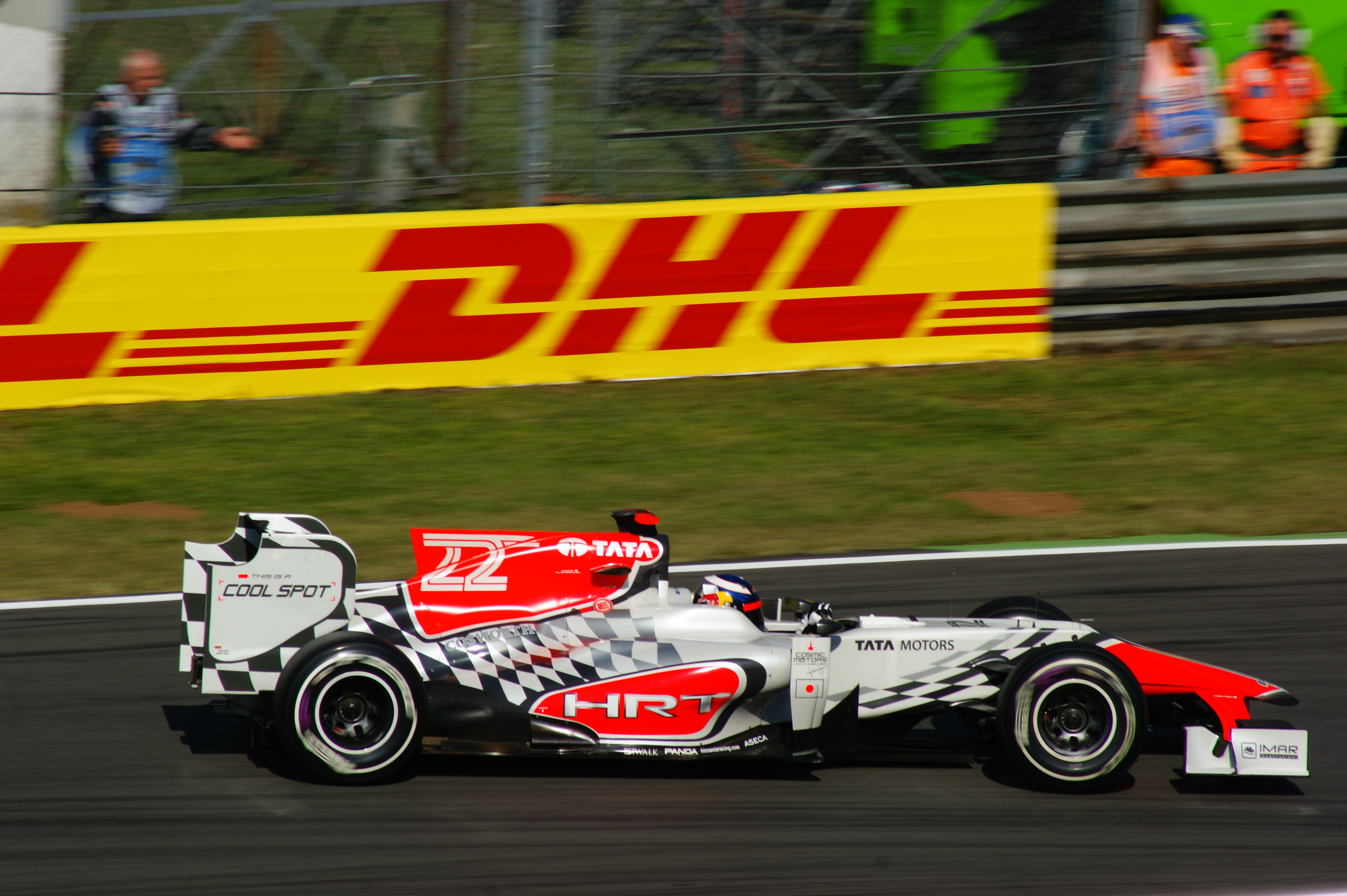
Ріккардо за кермом боліда «HRT».

Ріккардо здійснив свій дебют за кермом боліда Формули-1, за команду «Ред Булл» на тестах молодих пілотів у Хересі протягом трьох днів з 1 по 3 грудня. В останній день, Данієль показав найшвидший час тестів, випередивши всіх на секунду. Це зробило його єдиним гонщиком який зміг потрапити в 1:17. Керівник команди «Ред Булл» Крістіан Хорнер припустив, що Ріккардо замінить напарника у Світовій серії Рено 2010 Гартлі, як тестовий і запасний пілот команди. У підсумку Ріккардо і Гартлі поділяли обов'язки тест-пілотів за команду «Ред Булл» і за сестринську «Торо Россо».
11 листопада 2010, Ріккардо був затверджений як єдиний пілот від «Ред Булл», який мав узяти участь у післясезонних тестах для новачків на трасі Яс-Марина з 16 по 17 листопада. На тестах австралієць проїхав коло на 1,3 секунди швидше за час чемпіона світу 2010 року Себастьяна Феттеля, який той показав перед цим у суботу на кваліфікації.
Через кілька днів після завершення цієї сесії Ріккардо був затверджений як тестовий і запасний пілот від команди «Торо Россо» на сезон 2011 року. Він узяв участь у передсезонних тестах сезону і з'являвся на перших сесіях вільних заїздів під час кожного гоночного вік-енду.
На практичних заїздах Гран-прі Австралії 2011 року Ріккардо фінішував 16-им, відставши від свого досвідченого товариша по команді Себастьєна Буемі лише на одну десяту секунди. Згодом австралійцю вдалося фінішувати восьмим на п'ятничній практиці Гран-прі Туреччини, випередивши на одне місце Буемі.

#### HRT (2011)
30 червня 2011, Ріккардо підписав контракт з «Хіспанією», замінивши Нараїна Картікеяна на всіх наступних гонках сезону 2011, окрім Гран-прі Індії, де замість австралійця мав виступити Картікеян на домашньому для нього Гран-прі.
Однак 22 жовтня 2011 року, за кілька днів до першого індійського Гран-прі, де Нараїн Картікеян був обумовлений отримати назад своє місце для виступу на домашній гонці, командою «Хіспанія» було вирішено, що місцем для індійця поступиться Вітантоніо Ліуцці. В Абу-Дабі, стартувавши 20-им, Ріккардо був вимушений зійти з траси через проблеми з механікою, а на заключному Гран-прі Бразилії він фінішував 20-им після старту з 22-го місця.

#### Торо Россо (2012—2013)

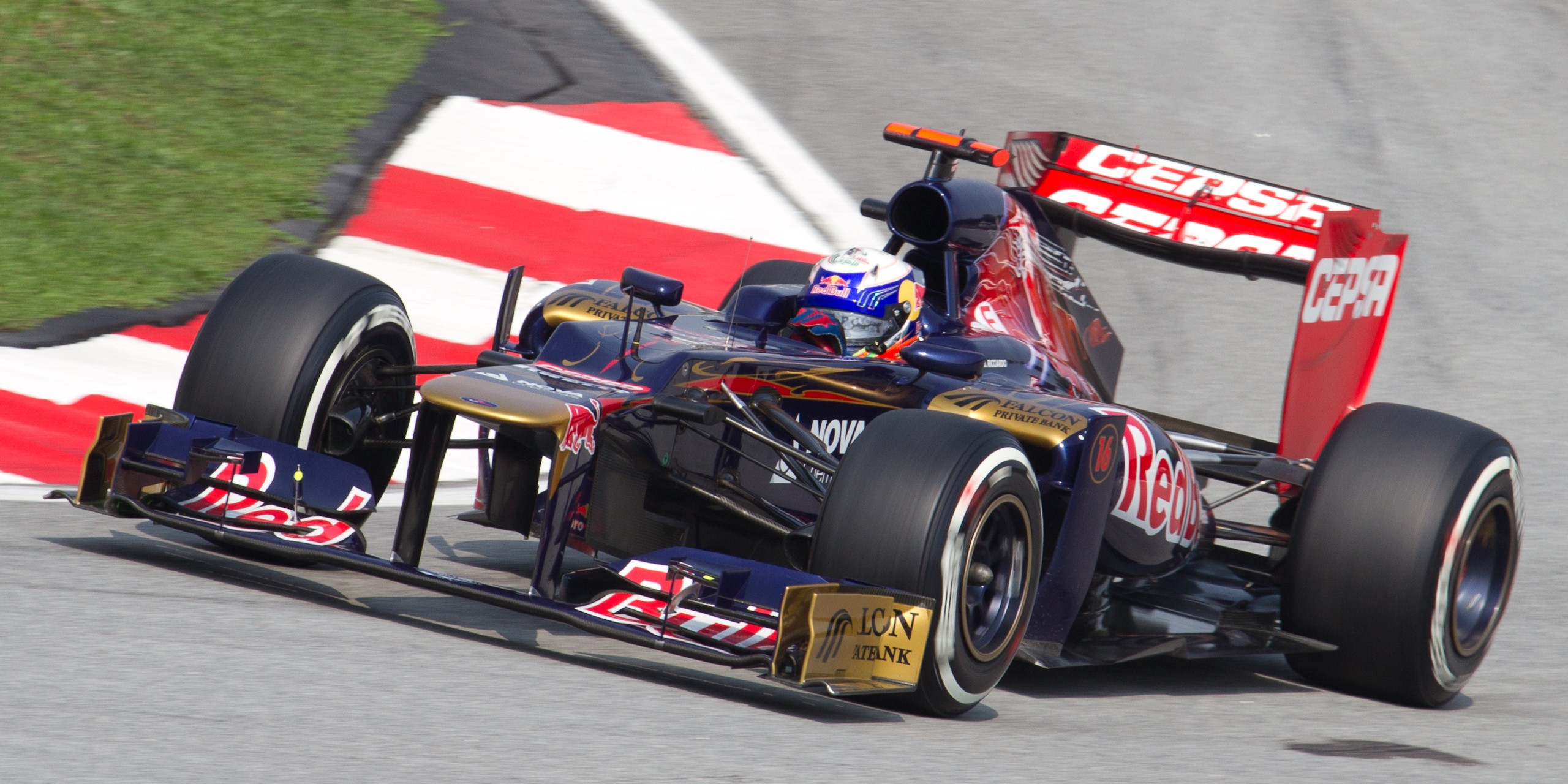
Ріккардо за кермом «Торо Россо» на Гран-прі Малійзії 2012.

14 грудня 2011, стало відомим, що в сезоні 2012 року Ріккардо виступатиме за «Торо Россо», разом з французом Жан-Еріком Вернем.
На Гран-прі Австралії, яке пройшло 18 березня 2012 року, на останньому колі Ріккардо вдалося обігнати свого партнера по команді. Він дістався фінішу дев'ятим і заробив при цьому свої перші два очки у Формулі-1. За весь сезон австралієць зійшов з траси лише один раз на Гран-прі Монако через проблеми з кермом.
31 жовтня 2012, «Торо Россо» повідомила про продовження контракту з Ріккардо на сезон 2013 року.

## Результати виступів

### Гоночна кар'єра
| Сезон | Серія                      | Команда                      | Гонки      | Перемоги   | Поули      | Н/к        | Подіуми    | Очки       | Місце      |
| ----- | -------------------------- | ---------------------------- | ---------- | ---------- | ---------- | ---------- | ---------- | ---------- | ---------- |
| 2005  | Австралійська Формула-Форд | Приватна                     | 3          | 0          | 0          | ?          | 0          | 74         | 8          |
| 2006  | Формула-БМВ Азія           | Eurasia Motorsport           | 19         | 2          | 3          | 3          | 12         | 231        | 3          |
| 2006  | Формула-БМВ UK             | Motaworld Racing             | 2          | 0          | 0          | 0          | 0          | 3          | 20         |
| 2006  | Світовий фінал Формула-БМВ | Fortec Motorsport            | 1          | 0          | 0          | 0          | 0          | Н/Д        | 5          |
| 2007  | Формула-Рено 2.0 Італія    | RP Motorsport                | 14         | 0          | 0          | 0          | 0          | 196        | 6          |
| 2007  | Єврокубок Формули-Рено 2.0 | RP Motorsport                | 4          | 0          | 0          | 0          | 0          | 0          | НК         |
| 2008  | Формула-Рено 2.0 WEC       | SG Formula                   | 15         | 8          | 9          | 7          | 11         | 192        | 1          |
| 2008  | Єврокубок Формули-Рено 2.0 | SG Formula                   | 18         | 6          | 5          | 5          | 7          | 136        | 2          |
| 2008  | Євросерія Формули-3        | SG Formula                   | 2          | 0          | 0          | 0          | 0          | Н/Д        | НК         |
| 2008  | Формула-3 Мастерс          | SG Formula                   | 1          | 0          | 0          | 0          | 0          | Н/Д        | НК         |
| 2009  | Британська Формула-3       | Carlin Motorsport            | 20         | 7          | 6          | 5          | 13         | 275        | 1          |
| 2009  | Формула-3 Мастерс          | Carlin Motorsport            | 1          | 0          | 0          | 0          | 0          | Н/Д        | НК         |
| 2009  | Формула-Рено 3.5           | Tech 1 Racing                | 2          | 0          | 0          | 0          | 0          | 0          | 34         |
| 2009  | Гран-прі Макао             | Carlin                       | 1          | 0          | 0          | 0          | 0          | Н/Д        | НК         |
| 2010  | Формула-Рено 3.5           | Tech 1 Racing                | 16         | 4          | 8          | 5          | 8          | 136        | 2          |
| 2010  | Формула-1                  | Toro Rosso                   | тест-пілот | тест-пілот | тест-пілот | тест-пілот | тест-пілот | тест-пілот | тест-пілот |
| 2011  | Формула-Рено 3.5           | ISR                          | 12         | 1          | 2          | 3          | 6          | 144        | 5          |
| 2011  | Формула-1                  | Scuderia Toro Rosso          | тест-пілот | тест-пілот | тест-пілот | тест-пілот | тест-пілот | тест-пілот | тест-пілот |
| 2011  | Формула-1                  | HRT Formula 1 Team           | 11         | 0          | 0          | 0          | 0          | 0          | 27         |
| 2012  | Формула-1                  | Scuderia Toro Rosso          | 20         | 0          | 0          | 0          | 0          | 10         | 18         |
| 2013  | Формула-1                  | Scuderia Toro Rosso          | 19         | 0          | 0          | 0          | 0          | 20         | 14         |
| 2014  | Формула-1                  | Infiniti Red Bull Racing     | 19         | 3          | 0          | 1          | 8          | 238        | 3          |
| 2015  | Формула-1                  | Infiniti Red Bull Racing     | 19         | 0          | 0          | 3          | 2          | 92         | 8          |
| 2016  | Формула-1                  | Red Bull Racing              | 21         | 1          | 1          | 4          | 8          | 256        | 3          |
| 2017  | Формула-1                  | Red Bull Racing              | 20         | 1          | 0          | 1          | 9          | 200        | 5          |
| 2018  | Формула-1                  | Aston Martin Red Bull Racing | 21         | 2          | 2          | 4          | 2          | 170        | 6          |
| 2019  | Формула-1                  | Renault F1 Team              | 21         | 0          | 0          | 0          | 0          | 54         | 9          |
| 2020  | Формула-1                  | Renault DP World F1 Team     | 17         | 0          | 0          | 2          | 2          | 119        | 5          |
| 2021  | Формула-1                  | McLaren F1 Team              | 22         | 1          | 0          | 1          | 0          | 115        | 8          |
| 2022  | Формула-1                  | McLaren F1 Team              | 22         | 0          | 0          | 0          | 0          | 37         | 11         |
| 2023  | Формула-1                  | Scuderia AlphaTauri          | 8          | 0          | 0          | 0          | 0          | 6          | 17         |
| 2024  | Формула-1                  | Visa Cash App RB F1 Team     | 18         | 0          | 0          | 1          | 0          | 12*        | 17*        |

* Сезон триває.

### Результати виступів у Формулі-3
| Рік  | Команда    | 1      | 2      | 3     | 4     | 5    | 6    | 7     | 8     | 9     | 10    | 11      | 12       | 13    | 14    | 15    | 16    | 17    | 18    | 19     | 20     | Поз | Очки |
| ---- | ---------- | ------ | ------ | ----- | ----- | ---- | ---- | ----- | ----- | ----- | ----- | ------- | -------- | ----- | ----- | ----- | ----- | ----- | ----- | ------ | ------ | --- | ---- |
| 2008 | SG Formula | ГОК1 1 | ГОК1 2 | МУД 1 | МУД 2 | ПО 1 | ПО 2 | НОР 1 | НОР 2 | ЗАН 1 | ЗАН 2 | НЮР 1 6 | НЮР 2 15 | БРГ 1 | БРГ 2 | КАТ 1 | КАТ 2 | ЛМН 1 | ЛМН 2 | ГОК2 1 | ГОК2 2 | НК† | 0    |

† — Оскільки Ріккардо був гостьовим пілотом, він не міг заробляти очки.

### Результати виступів у Формулі-Рено 3.5
| Рік  | Команда       | 1       | 2       | 3        | 4       | 5       | 6        | 7       | 8       | 9       | 10       | 11       | 12           | 13         | 14         | 15      | 16      | 17      | Поз | Очки |
| ---- | ------------- | ------- | ------- | -------- | ------- | ------- | -------- | ------- | ------- | ------- | -------- | -------- | ------------ | ---------- | ---------- | ------- | ------- | ------- | --- | ---- |
| 2009 | Tech 1 Racing | КАТ СПР | КАТ ОСН | СПА СПР  | СПА ОСН | МОН ОСН | ХУН СПР  | ХУН ОСН | СІЛ СПР | СІЛ ОСН | БУГ СПР  | БУГ ОСН  | АЛГ СПР Схід | АЛГ ОСН 15 | НЮР СПР    | НЮР ОСН | АРА СПР | АРА ОСН | 34  | 0    |
| 2010 | Tech 1 Racing | АРА 1 3 | АРА 2   | СПА 1 13 | СПА 2 5 | МОН 1   | БРН 1 12 | БРН 2 5 | МАН 1 6 | МАН 2   | ХУН 1    | ХУН 2 6  | ГОК 1        | ГОК 2 11   | СІЛ 1 Схід | СІЛ 2   | КАТ 1   | КАТ 2 4 | 2   | 136  |
| 2011 | ISR Racing    | АРА 1   | АРА 2   | СПА 1 10 | СПА 2 9 | МНЦ 1 6 | МНЦ 2    | МОН 1   | НЮР 1 2 | НЮР 2 5 | ХУН 1 НС | ХУН 2 12 | СІЛ 1 2      | СІЛ 2      | ЛЕК 1 6    | ЛЕК 2   | КАТ 1   | КАТ 2   | 5   | 144  |

### Результати виступів у Формулі-1
| Рік      | Команда                      | Шасі                          | Двигун                                 | 1        | 2        | 3        | 4        | 5        | 6        | 7        | 8        | 9        | 10     | 11       | 12       | 13       | 14       | 15     | 16       | 17       | 18       | 19       | 20       | 21       | 22     | 23  | 24  | Місце | Очки |
| -------- | ---------------------------- | ----------------------------- | -------------------------------------- | -------- | -------- | -------- | -------- | -------- | -------- | -------- | -------- | -------- | ------ | -------- | -------- | -------- | -------- | ------ | -------- | -------- | -------- | -------- | -------- | -------- | ------ | --- | --- | ----- | ---- |
| 2011     | Scuderia Toro Rosso          | Toro Rosso STR6               | Ferrari 056 2.4 V8                     | АВС тест | МАЛ тест | КИТ тест | ТУР тест | ІСП тест | МОН тест | КАН тест | ЄВР тест |          |        |          |          |          |          |        |          |          |          |          |          |          |        |     |     | 27    | 0    |
| 2011     | Hispania Racing F1 Team      | Hispania F111                 | Cosworth CA2011 2.4 V8                 |          |          |          |          |          |          |          |          | ВЕЛ 19   | НІМ 19 | УГО 18   | БЕЛ Схід | ІТА НКЛ  | СІН 19   | ЯПО 22 | КОР 19   | ІНД 18   | АБУ Схід | БРА 20   |          |          |        |     |     | 27    | 0    |
| 2012     | Scuderia Toro Rosso          | Toro Rosso STR7               | Ferrari 056 2.4 V8                     | АВС 9    | МАЛ 12   | КИТ 17   | БАХ 15   | ІСП 13   | МОН Схід | КАН 14   | ЄВР 11   | ВЕЛ 13   | НІМ 13 | УГО 15   | БЕЛ 9    | ІТА 12   | СІН 9    | ЯПО 10 | КОР 9    | ІНД 13   | АБУ 10   | США 12   | БРА 13   |          |        |     |     | 18    | 10   |
| 2013     | Scuderia Toro Rosso          | Toro Rosso STR8               | Ferrari 056 2.4 V8                     | АВС Схід | МАЛ 18†  | КИТ 7    | БАХ 16   | ІСП 10   | МОН Схід | КАН 15   | ВЕЛ 8    | НІМ 12   | УГО 13 | БЕЛ 10   | ІТА 7    | СІН Схід | КОР 19†  | ЯПО 13 | ІНД 10   | АБУ 16   | США 11   | БРА 10   |          |          |        |     |     | 14    | 20   |
| 2014     | Infiniti Red Bull Racing     | Infiniti Red Bull Racing RB10 | Renault F1-2014 1.6 V6 t               | АВС ДСК  | МАЛ Схід | БАХ 4    | КИТ 4    | ІСП 3    | МОН 3    | КАН 1    | АВТ 8    | ВЕЛ 3    | НІМ 6  | УГО 1    | БЕЛ 1    | ІТА 5    | СІН 3    | ЯПО 4  | РОС 7    | США 3    | БРА Схід | АБУ 4    |          |          |        |     |     | 3     | 238  |
| 2015     | Infiniti Red Bull Racing     | Infiniti Red Bull Racing RB11 | Renault F1-2015 1.6 V6 t               | АВС 6    | МАЛ 10   | КИТ 9    | БАХ 6    | ІСП 7    | МОН 5    | КАН 13   | АВТ 10   | ВЕЛ Схід | УГО 3  | БЕЛ Схід | ІТА 8    | СІН 2    | ЯПО 15   | РОС 15 | США 10   | МЕК 5    | БРА 11   | АБУ 6    |          |          |        |     |     | 8     | 92   |
| 2016     | Red Bull Racing              | Red Bull RB12                 | TAG Heuer 1.6 V6 t                     | АВС 4    | БАХ 4    | КИТ 4    | РОС 11   | ІСП 4    | МОН 2    | КАН 7    | ЄВР 7    | АВТ 5    | ВЕЛ 4  | УГО 3    | НІМ 2    | БЕЛ 2    | ІТА 5    | СІН 2  | МАЛ 1    | ЯПО 6    | США 3    | МЕК 3    | БРА 8    | АБУ 5    |        |     |     | 3     | 256  |
| 2017     | Red Bull Racing              | Red Bull RB13                 | TAG Heuer 1.6 V6 t                     | АВС Схід | КИТ 4    | БАХ 5    | РОС Схід | ІСП 3    | МОН 3    | КАН 3    | АЗЕ 1    | АВТ 3    | ВЕЛ 5  | УГО Схід | БЕЛ 3    | ІТА 4    | СІН 2    | МАЛ 3  | ЯПО 3    | США Схід | МЕК Схід | БРА 6    | АБУ Схід |          |        |     |     | 5     | 200  |
| 2018     | Aston Martin Red Bull Racing | Red Bull RB14                 | TAG Heuer 1.6 V6 t                     | АВС 4    | БАХ Схід | КИТ 1    | АЗЕ Схід | ІСП 5    | МОН 1    | КАН 4    | ФРА 4    | АВТ Схід | ВЕЛ 5  | НІМ Схід | УГО 4    | БЕЛ Схід | ІТА Схід | СІН 6  | РОС 6    | ЯПО 4    | США Схід | МЕК Схід | БРА 4    | АБУ 4    |        |     |     | 6     | 170  |
| 2019     | Renault F1 Team              | Renault R.S.19                | Renault E-Tech 19 1.6 V6 t             | АВС Схід | БАХ 18†  | КИТ 7    | АЗЕ Схід | ІСП 12   | МОН 9    | КАН 6    | ФРА 11   | АВТ 12   | ВЕЛ 7  | НІМ Схід | УГО 14   | БЕЛ 14   | ІТА 4    | СІН 14 | РОС Схід | ЯПО ДСК  | МЕК 8    | США 6    | БРА 6    | АБУ 11   |        |     |     | 9     | 54   |
| 2020     | Renault DP World F1 Team     | Renault R.S.20                | Renault E-Tech 20 1.6 V6 t             | АВТ Схід | ШТИ 8    | УГО 8    | ВЕЛ 4    | 70 14    | ІСП 11   | БЕЛ 4    | ІТА 6    | ТОС 4    | РОС 5  | АЙФ 3    | ПОР 9    | ЕМІ 3    | ТУР 10   | БАХ 7  | САХ 5    | АБУ 7    |          |          |          |          |        |     |     | 5     | 119  |
| 2021     | McLaren F1 Team              | McLaren MCL35M                | Mercedes M12 E Performance 1.6 V6 t    | БАХ 7    | ЕМІ 6    | ПОР 9    | ІСП 6    | МОН 12   | АЗЕ 9    | ФРА 6    | ШТИ 13   | АВТ 7    | ВЕЛ 5  | УГО 11   | БЕЛ 4‡   | НІД 11   | ІТА 1    | РОС 4  | ТУР 13   | США 5    | МЕХ 12   | САП Схід | КАТ 12   | САУ 5    | АБУ 12 |     |     | 8     | 115  |
| 2022     | McLaren F1 Team              | McLaren MCL36                 | Mercedes F1 M13 E Performance 1.6 V6 t | БАХ 14   | САУ Схід | АВС 6    | ЕМІ 186  | МАЯ 13   | ІСП 12   | МОН 13   | АЗЕ 8    | КАН 11   | ВЕЛ 13 | АВТ 9    | ФРА 9    | УГО 15   | БЕЛ 15   | НІД 17 | ІТА Схід | СІН 5    | ЯПО 11   | США 16   | МЕХ 7    | САП Схід | АБУ 9  |     |     | 11    | 37   |
| 2023     | Scuderia AlphaTauri          | AlphaTauri AT04               | Honda RBPTH001 1.6 V6 t                | БАХ      | САУ      | АВС      | АЗЕ      | МАЯ      | МОН      | ІСП      | КАН      | АВТ      | ВЕЛ    | УГО 13   | БЕЛ 16   | НІД Т    | ІТА      | СІН    | ЯПО      | КАТ      | США 15   | МЕХ 7    | САП 13   | ЛВГ 14   | АБУ 10 |     |     | 17    | 6    |
| 2024     | Visa Cash App RB F1 Team     | RB VCARB 01                   | Honda RBPTH002 1.6 V6 t                | БАХ 13   | САУ 16   | АВС 12   | ЯПО Схід | КИТ Схід | МАЯ 154  | ЕМІ 13   | МОН 12   | КАН 8    | ІСП 15 | АВТ 9    | ВЕЛ 13   | УГО 12   | БЕЛ 10   | НІД 12 | ІТА 13   | АЗЕ 13   | СІН 18   | США      | МЕХ      | САП      | ЛВГ    | КАТ | АБУ | 17*   | 12*  |
| Джерело: |                              |                               |                                        |          |          |          |          |          |          |          |          |          |        |          |          |          |          |        |          |          |          |          |          |          |        |     |     |       |      |

* Сезон триває.

† Не фінішував на Гран-прі, але був класифікований, оскільки подолав 90 % дистанції гонки.

‡ Зараховано половину очок через те, що перегони склали менше 75 % запланованої дистанції.